# Sengés
Sengés là một đô thị thuộc bang Paraná, Brasil. Đô thị này có diện tích 1366,628 km², dân số năm 2007 là 20213 người, mật độ 14,5 người/km².